# Huo Yuanjia
Huo Yuanjia (Tianjin, 18 januari 1868 – 9 augustus 1910) (jiaxiang: Hebei, Dongguang, Xiaonan 河北省東光縣 (tegenwoordig: Tianjin 天津市)) was een zeer beroemde wushumeester uit China die leefde in de Qing-dynastie . Hij was de medeoprichter van Chin Woo Athletic Association. In het Chinese cultuurgebied heeft hij een heldenstatus.

## Levensloop
Huo Yuanjia was de tweede van de drie zonen van Huo Endi 霍恩第. Zijn vader had tien kinderen. Huo Yuanjia werd geboren in een rijke familie die gespecialiseerd was in mizongyi-kungfu.
Tussen 1909 en 1910 is de nationalistische kungfuvereniging Chin Woo Athletic Association 精武体育会 opgericht, door een commissie met onder anderen Cheng Zizheng 陈子正，Luo Guangyu 罗光玉，Zhao Lianhe 赵连和 en Wu Jianquan 吴鉴泉 . Verhaal gaat dat Huo Yuanjia ook onderdeel was van deze commissie, hier wordt echter aan getwijfeld. Door Huo's grote populariteit en recente dood, heeft de commissie besloten dat hij het gezicht van associatie zou worden.

## Media
Huo Yuanjia is vaak gebruikt als hoofdpersoon in films en series.
Een van de bekendste is de film Fearless (2006) met Jet Li als Huo Yuanjia. Deze film is een sterke bewerking van de levensloop van Huo Yuanjia. In 2008 heeft Zhujiang TV een serie over Huo Yuanjia gemaakt.